# Benzoato di benzile
Il benzoato di benzile è l'estere dell'acido benzoico e dell'alcol benzilico di formula C6H5COOCH2C6H5.
A temperatura ambiente si presenta come un liquido incolore dal tenue odore aromatico. Puro è un composto nocivo; in natura è uno dei componenti del Balsamo del Tolù.
Gel ed emulsioni contenenti benzoato di benzile trovano uso medico nel trattamento della scabbia, di cui uccidono l'acaro.